# Osieck
Osieck è un  comune urbano-rurale polacco del distretto di Otwock, nel voivodato della Masovia.
Ricopre una superficie di 67,5 km² e nel 2004 contava 3 462 abitanti.